# 尼雪平
尼雪平（瑞典語：Nyköping，瑞典語發音：[ny:ˈɕœpɪŋ]）是位於瑞典東部南曼蘭地區的一個城市。尼雪平同時也是南曼蘭省的省府所在地。該地區最早的人類活動痕跡實在公元前兩千年左右。在1665年和1719年先後遭遇過兩次破壞，一次是因為火災，另一次則是由於俄羅斯軍隊的入侵。尼雪平的「Ny」意為「新」，「köping」在古瑞典語中意為「市場」。

## 图册

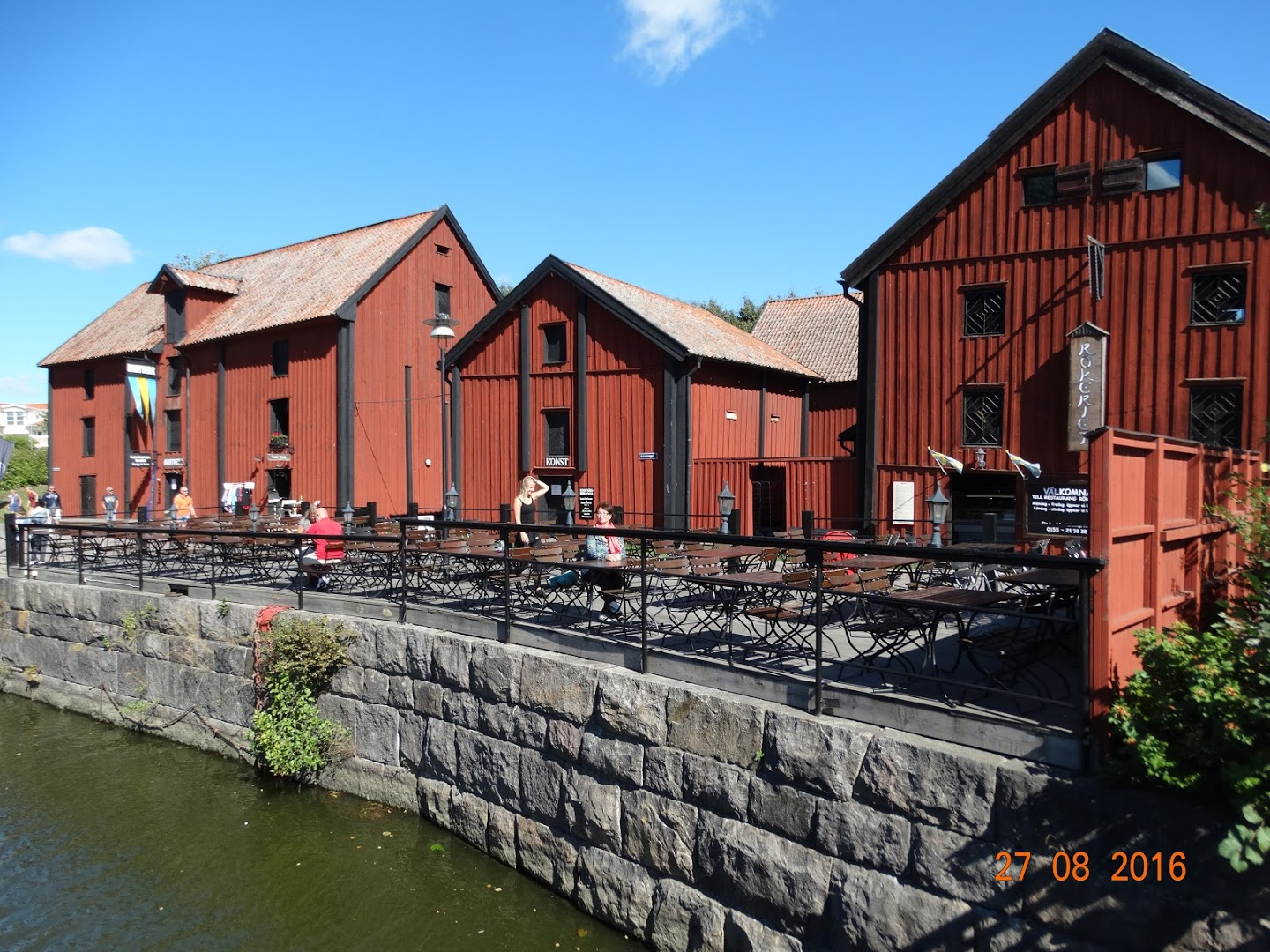
Rökeriet Nyköping

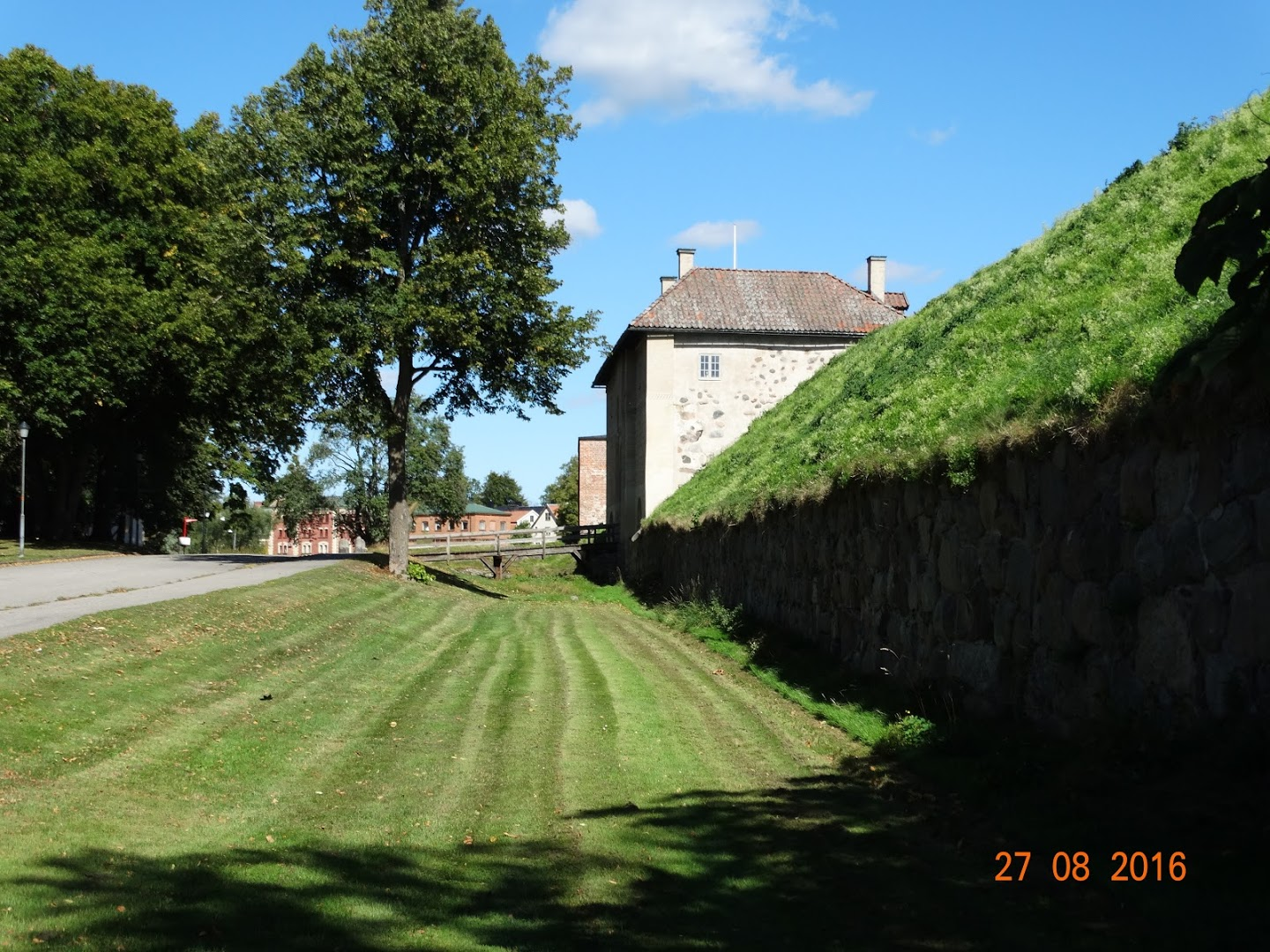
Maingate